# Friedrich Denzel
Friedrich Denzel (* 30. Juli 1887 in Mannheim; † 7. August 1952 in Freiburg im Breisgau; evangelisch) war ein seit 1917 im badischen Staatsdienst stehender Jurist und Landrat.

## Ausbildung
Friedrich Denzel war der Sohn eines Fabrikanten und besuchte ab 1897 das Gymnasium in Mannheim, wo er im Juli 1906 das Abitur ablegte. Nach dem Studium der Rechtswissenschaften an der Universität Heidelberg und der Universität München schloss er 1912 sein Studium mit der Promotion zum Dr. iur. in Heidelberg ab. In Heidelberg wurde Denzel 1906 Mitglied der schwarzen Verbindung und späteren Burschenschaft Vineta Heidelberg. Nach dem bestandenen ersten und zweiten Staatsexamen wurde er zum 6. November 1917 in die badische Innenverwaltung eingestellt.

## Laufbahn
Denzel bekleidete in seiner beruflichen und politischen Laufbahn die folgenden Ämter:
- 10. September 1920 Amtmann beim Bezirksamt Bruchsal
- 1923 Amtmann beim Bezirksamt Bretten und 1924 zum Regierungsrat ernannt
- 1925 stellvertretender Polizeidirektor beim Bezirksamt Pforzheim
- 3. Oktober 1933 Landrat beim Bezirksamt Tauberbischofsheim
- 1935 Landrat beim Bezirksamt Sinsheim
- 1939 Landrat beim Bezirksamt Bruchsal
- 2. August 1945 auf Weisung der Militärregierung entlassen
- 2. November 1946 bis 21. Juli 1947 Angestellter beim Landratsamt Heidelberg
- 1. November 1947 Verwaltungsgerichtsrat beim Verwaltungsgerichtshof Württemberg-Baden, Senat Karlsruhe und 1949 Beförderung zum Verwaltungsgerichtsdirektor
- 31. Juli 1952 Versetzung in den Ruhestand

## Mitgliedschaften
In den nachfolgenden Gruppierungen und politischen Parteien war Denzel Mitglied:
- 1906 schwarze, fakultativ schlagende Verbindung Vineta, später Burschenschaft
- 1929 bis 1933 Deutsche Volkspartei (DVP)
- 1. Mai 1933 NSDAP (Mitgliedsnummer 3.455.798)[3]

## Auszeichnungen
- 1917 Badisches Kriegsverdienstkreuz

## Werke
- Der Mundraub in der Novelle zum Reichsstrafgesetzbuch, die Entwendung nach § 272 des Vorentwurfs zu einem deutschen Strafgesetzbuch und ihre Regelung in den ausländischen gesetzen, Leipzig 1912 (Diss. iur., Heidelberg 1912)